# たくあんとバツの日常閻魔帳
『たくあんとバツの日常閻魔帳』（たくあんとバツのにちじょうえんまちょう）は、井谷賢太郎による日本の漫画作品。『週刊少年ジャンプ』（集英社）2015年48号で読み切りとして掲載された後、2016年24号から同年44号まで連載された。話数カウントは「第○頁」。

## 登場人物

### 主要人物
たくあん / 九十九 多九郎（つくも たくろう）
本作の主人公で、三途北高校一年三組。一人称は「僕」。何気ない平凡な日常を尊んでおり、「食卓を幸せにしているのはたまのステーキではなくいつものたくあん」という持論を持っているが、それをうっかり全校集会で熱弁してしまったために「たくあん」というあだ名が定着してしまう。ぼーっとした冷めた性格だが自他問わず日常を大切にしたいという気持ちは非常に強く、その日常を失ってしまった妭にもそれを提供できないかと考えている。あだ名としては嫌がってはいるものの、食べ物としてのたくあん自体は好物であり、自分で漬けるほどのこだわりを持つ。自身がここまで日常に執着するようになった背景には、2年前に唯一の肉親である母親を鬼ノ怪に取り憑かれた何者か殺害された件があり、日常を失ったことでその重さを強く自覚したためである。同時に犯人、ひいては日常を破壊する悪意を強く憎悪しており、そこに鬼ノ怪に付け込まれ取り憑かれてしまっている。そのことを知った妭によって保護観察処分と称してその獄卒になった。
妭（ばつ）
本作のヒロインで、閻魔大王の一人娘である少女。常に敬語で話し、現世に溢れ出た鬼ノ怪達を裁き地獄に送り返すために現世にやって来た。几帳面な性格で秩序や規律を異常なまでに重んじており、特に均等の乱れは秩序の乱れと称し、相手に一方的に苦痛や恥辱を与えてしまった場合や与えられた場合はたとえそれが不可抗力であろうが性的なものであろうが均等にしなければ気が済まない。その一方で、羞恥心は人並みに備えており均等グセとの板挟みになることもしばしば。大のサディストでもあり、拷問や折檻をする流れになると嬉々としていたり、趣味を「拷問」と答えかけたこともあった。

### 地獄
類（るい）
妭の獄卒である八咫烏。妭の命令には忠実だが、多九郎のことは嫌悪かつ見下しており、しょっちゅう糞をぶつけている。
麻狛（まこ）
閻魔大王の元飼い犬。
牛頭（ごず）
極刑派の獄卒。
馬頭（めず）
極刑派の獄卒。スクールカウンセラーとして多九郎の学校に赴任してきた。メンタルが弱い。
閻魔大王
妭の父親であり、故人。

### 現世
天王寺 翔太（てんのうじ しょうた）
多九郎の友人。
綺芽 水季（あやめ みずき）
多九郎のクラスメイトであり、委員長を務める。極度の潔癖症。
百舌野 創平（もずや そうへい）
閻魔大王並び、多九郎の母を殺害した張本人。昔は、とある事情で多九郎の家に居候していた。

## 用語
鬼ノ怪（もののけ）
悪鬼、妖怪、獄卒といった地獄の住民たちの総称だが、特に人間の悪意に取りつき、化け物としての姿と能力を与える者を指す。閻魔大王が死に、地獄の秩序が崩壊したことがきっかけで現世に大量に流れ出てしまった。ただし閻魔大王を殺した犯人も鬼ノ怪に取り憑かれた人間であることからそれ以前にも存在していた模様。
閻魔槌
閻魔の血族である妭の血によって地獄から召喚される大金槌。打撃面は判子状になっており、血判を押すことで様々な「判血」を行使できる(詳細については後述)。行使する判血の種類によって、判の文字も変化する。
三途町（みとちょう）
多九郎達が暮らしている町で、本作の舞台。日本中でも鬼ノ怪の気配が最も濃く、ゆえに閻魔大王の実の娘である妭が派遣された。

## 判血一覧
妭が閻魔槌で血判を押すことで発動する様々な能力。攻撃から偵察に至るまでその範囲は非常に広い。
針地獄
閻魔槌で地面に判を押すことで大量のトゲを発生させて攻撃する。
舌抜地獄
マジックハンド型の舌抜きを出現させ、嘘をついた者の舌を引っこ抜く。
巨大地獄
判を押した対象を縮小する(そのため、使用者である妭が相対的に巨大化する)。一定時間が経過すると元に戻る。
結界地獄
判を押した箇所に妭がどこからでも自由に出入りできる結界を作る。第2頁にて多九郎の尻に結界を作り、作中で度々出入りしている。
眼球地獄
妭の視覚とリンクした飛行可能な眼球を大量に出現させる。極めて広範囲を探索することが可能となるが、妭自身の視界を極端に拡張する都合上長時間使用すると酔ってしまう。
小口地獄
妭自身とリンクした飛行可能な口を出現させる。遠隔操作で離れた相手と会話できる他、本体の代わりに嘔吐することも可能。
小耳地獄
妭の聴覚とリンクした飛行可能な耳を出現させる。小口地獄と併用することで双方向の会話が可能。
釜茹地獄
亡者を長年煮て作った濃厚な血と臓物のスープを相手にかけ、透明化を無効化する。非常に取れにくい。
焦熱地獄
判から巨大な火柱を出現させ、敵を攻撃する。
死返し（まかるがえし）
閻魔大王モードで使用する判血。対象の罪を暴いた上で地獄に送り、被害者と同じ苦痛を当人が反省するまで与え続ける。解放後は改めて現世の司法に委ねられる。
獄卒の首輪
鬼ノ怪に取り憑かれていたことが判明した多九郎に対して暴走対策として妭がつけた首輪で装備者自身には外すことが出来ない。妭の意志一つで巨大化かつ非常に重くなり、装備者を押さえつけることができる。厳密に判決に含まれるものかは不明だが、便宜上ここに記す。
めり込み地獄
対象の顔面に閻魔槌を叩き付け、その名の通りめり込ませる。主にセクハラ行為（邪淫罪）に対するツッコミとして用いられるが、これが判血の一種なのか単なる物理攻撃なのかは不明のままである。

## 書誌情報
- 井谷賢太郎 『たくあんとバツの日常閻魔帳』 集英社〈ジャンプ・コミックス〉、全3巻
  1. 「日常」2016年9月7日発行（9月2日発売[集 1]）、ISBN 978-4-08-880856-7
  2. 「潔癖」2016年11月9日発行（11月4日発売[集 2]）、ISBN 978-4-08-880865-9
  3. 「判血」2016年12月31日発行（12月31日発売[集 3]）、ISBN 978-4-08-880866-6